# Жиляев, Григорий Захарович
Григорий Захарович Жиляев (1911, Казьминское, Баталпашинский отдел, Кубанская область, Российская империя — 1984, Казьминское, Ставропольский край) — председатель колхоза имени Молотова в Невинномысском районе Ставропольского края, Герой Социалистического Труда (1957).

## Биография
Родился в 1911 году в русской крестьянской семье в селе Казьминское В детстве нанимался к зажиточным селянам Скрипниковым и Земленухиным пасти коров. В начале коллективизации вступил в сельскохозяйственную артель. С 1936 году работал в колхозе «Путь большевика» заместителем председателя, в 1939 году стал его председателем.
Летом 1941 года был призван в Красную Армию. Участвовал в Великой Отечественной войне в качестве кавалериста 4-го гвардейского кавалерийского корпуса, получил тяжёлое ранение (был эвакуирован в тыл из госпиталя 2430 12 июня 1945 года, последнее место службы — в 79-м кавалерийском полку 32-й кавалерийской дивизии).
Демобилизовавшись, вернулся на Родину, работал председателем колхоза «20 лет ВЛКСМ». При укрупнении пяти казьминских колхозов в единый колхоз имени Молотова, был выбран его председателем. По итогам 1956 года колхоз занял в Ставропольском крае первое место по производству сельхозпродукции, выполнив в двойном размере соответствующие обязательства. В 1957 году Жиляеву было присвоено звание Героя Социалистического Труда. В 1958 году колхоз имени Молотова был укрупнён путём присоединения колхозов близлежащих хуторов, после чего получил название «Казьминский», а Жиляев остался его председателем, и работал в этом качестве до августа 1974 года. Жил в Казьминском. Умер в 1984 году.

## Семья
- Жена (с 1938 года) — Надежда Афиногеновна Жиляева (в девичестве — Кузнецова, род. 1912, с. Казьминское)[3].
- Дочь — Валентина Григорьевна Жиляева (в замужестве — Певинь)[3].

## Награды
- 1957 — Герой Социалистического Труда — за успехи по освоению целинных и залежных земель, проведению уборки урожая и хлебозаготовок, широкое внедрение прогрессивного метода раздельной уборки зерновых[b][1].
- 1957 — орден Ленина — за успехи по освоению целинных и залежных земель, проведению уборки урожая и хлебозаготовок, широкое внедрение прогрессивного метода раздельной уборки зерновых[b][1].
- Орден Отечественной войны II степени[4].
- Медаль «За оборону Кавказа»[4].
- Медаль «За победу над Германией в Великой Отечественной войне 1941—1945 гг.»[4].
- Медаль «За боевые заслуги»[4].
- Медаль «За отвагу»[4].
- Юбилейные награды[4].